# Baillé
Pour les articles homonymes, voir Baille (homonymie).
Baillé est une ancienne commune française située dans le département d'Ille-et-Vilaine en région Bretagne, peuplée de 269 habitants. Le 1er janvier 2019, elle a fusionné avec Saint-Marc-le-Blanc pour former la commune nouvelle de Saint-Marc-le-Blanc.

## Toponymie
Le nom de la localité est attesté sous les formes Bailleis en 1168, Baaillé au XIIIe siècle, Ecclesia de Bailleio au XVIe siècle, de Ballayo en 1516. 
Dérive de l'ancien français baille (palissade, fortification).

## Histoire
Le 1er janvier 2019, elle a fusionné avec la commune déléguée de Saint-Marc-le-Blanc pour former la commune nouvelle de Saint-Marc-le-Blanc.

## Politique et administration

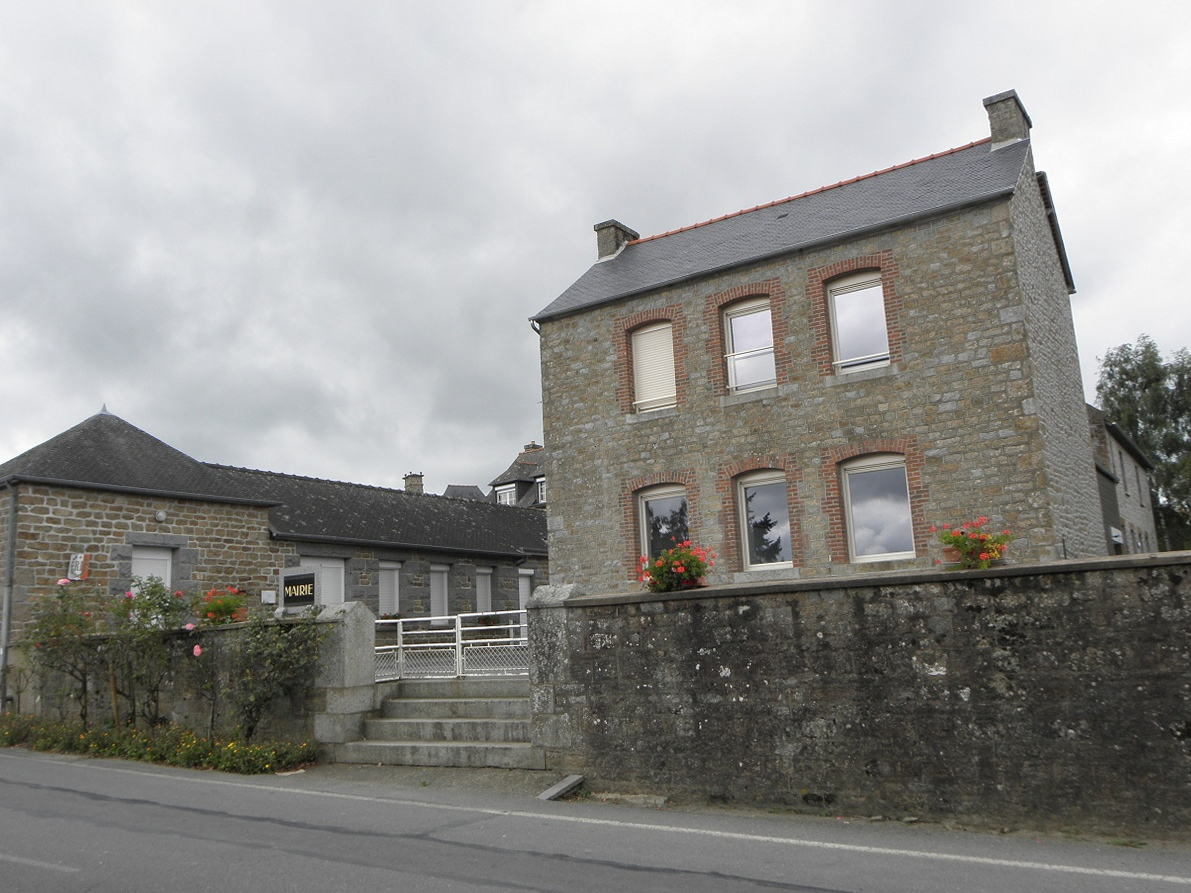
La mairie.

| Période                                  | Période  | Identité       | Étiquette | Qualité            |
| ---------------------------------------- | -------- | -------------- | --------- | ------------------ |
| janvier 2019                             | En cours | Olivier Gaigne | SE        | Travailleur social |
| Les données manquantes sont à compléter. |          |                |           |                    |

| Période                                  | Période       | Identité                  | Étiquette | Qualité                              |
| ---------------------------------------- | ------------- | ------------------------- | --------- | ------------------------------------ |
| 1933                                     | mars 1977     | Ange Loyzance (1899-1982) |           | Exploitant agricole, maire honoraire |
| mars 1977                                | mars 1989     | Émile Rébillon            |           | Granitier                            |
| mars 1989                                | juin 1995     | Ange Loyzance             |           | Aviculteur                           |
| juin 1995                                | mars 2001     | Marie-Agnès Jan           |           | Militaire de carrière retraitée      |
| mars 2001                                | décembre 2018 | Olivier Gaigne            | SE        | Travailleur social                   |
| Les données manquantes sont à compléter. |               |                           |           |                                      |

## Population et société

### Démographie
En 2021, la commune comptait 269 habitants. Depuis 2004, les enquêtes de recensement dans les communes de moins de 10 000 habitants ont lieu tous les cinq ans (en 2007, 2012, 2017, etc. pour Baillé) et les chiffres de population municipale légale des autres années sont des estimations.
| 1793 | 1800 | 1806 | 1821 | 1831 | 1836 | 1841 | 1846 | 1851 |
| ---- | ---- | ---- | ---- | ---- | ---- | ---- | ---- | ---- |
| 320  | 333  | 323  | 355  | 374  | 403  | 401  | 408  | 414  |

| 1856 | 1861 | 1866 | 1872 | 1876 | 1881 | 1886 | 1891 | 1896 |
| ---- | ---- | ---- | ---- | ---- | ---- | ---- | ---- | ---- |
| 416  | 428  | 446  | 415  | 443  | 457  | 443  | 444  | 444  |

| 1901 | 1906 | 1911 | 1921 | 1926 | 1931 | 1936 | 1946 | 1954 |
| ---- | ---- | ---- | ---- | ---- | ---- | ---- | ---- | ---- |
| 433  | 444  | 404  | 335  | 346  | 365  | 397  | 398  | 369  |

| 1962 | 1968 | 1975 | 1982 | 1990 | 1999 | 2007 | 2012 | 2017 |
| ---- | ---- | ---- | ---- | ---- | ---- | ---- | ---- | ---- |
| 338  | 333  | 284  | 286  | 285  | 315  | 326  | 306  | 293  |

| 2019 | - | - | - | - | - | - | - | - |
| ---- | - | - | - | - | - | - | - | - |
| 275  | - | - | - | - | - | - | - | - |

## Culture locale et patrimoine

### Lieux et monuments
- Église Saint-Martin : précédée par une tour érigée en 1827, la nef, remaniée au XVIIe – XVIIIe siècles, conserve des éléments romans (fenêtre en meurtrière, contreforts). Le chœur date quant à lui du XVIe siècle[10].
- Manoir des Flégés, de style classique[11].

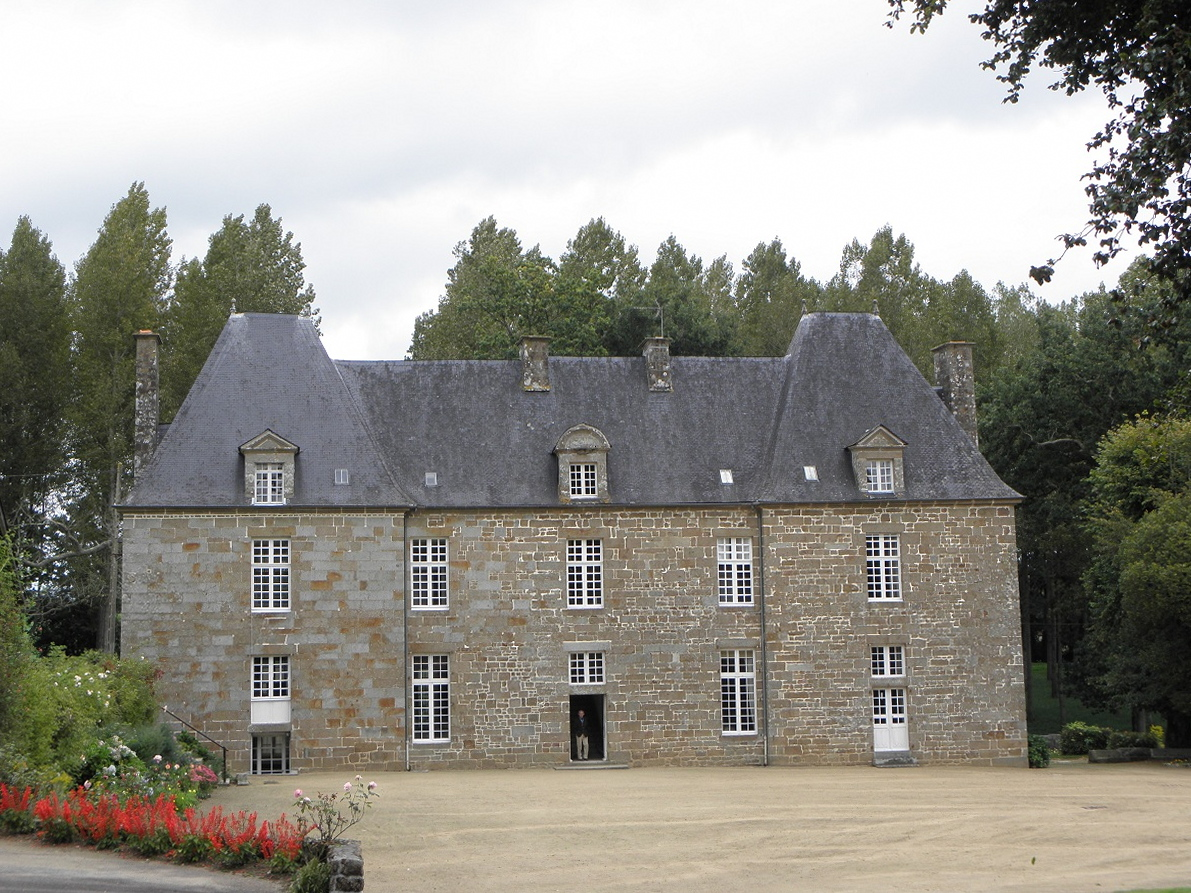
Le manoir des Flégés.
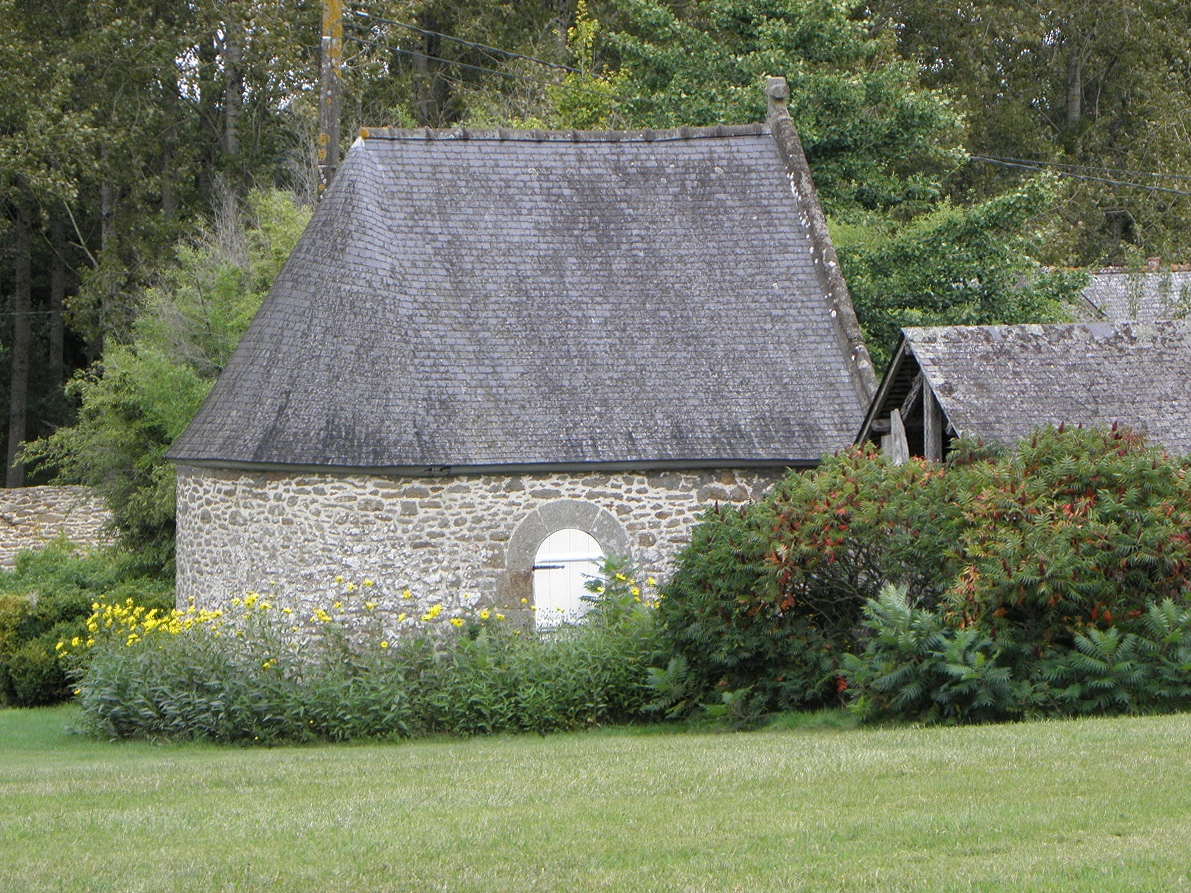
La chapelle du manoir des Flégés.

### Personnalités liées à la commune
- Fadhma Aït Mansour Amrouche (1882-1967), poétesse d'origine algérienne, mère de Jean Amrouche et de Marguerite Taos Amrouche, a vécu ses dernières années à Baillé et est enterrée dans le cimetière communal.